# Орел (монета)
Орел (англ. Eagle) — монета коштом у 10 доларів. Основна золота монета США. Карбувалася у 1795-1933 роках.
Орел є найбільшою базовою одиницею відповідно до Закону про 1792 року з чотирьох основних знаків, що були у обігу в США до 1933 року, коли золото було вилучено з обігу. Ці чотири основні базові одиниці найменування були: цент, дайм, долар та орел. Дайм дорівнював десяти центам, долар дорівнював десяти даймам, а орел дорівнював десяти доларам. Орел як базова одиниця служив основою золотих монет: чвертьорла (2,5 долара), піворел (5 доларів), орел (10 доларів), подвійний орел (20 доларів).
За винятком золотої монети долар монети та три долара, нікелевих три та п'ять центів, одиниця найменування до початку 1933 року була концептуально пов'язана з металом який використовувався при карбуванні монети. Цим США продовжували давню європейську практику різних найменувань для різних металів. У США цент був базовою одиницею найменування в міді. Дайм та долар були базові одиниці зі срібла. Орел був базовою одиницею для золотих монет, хоч на відміну від центу, дайму та долару, на золотих монетах ніколи не вказувався їх номінал в одиницях «орлів». Таким чином, подвійний орел показав свою цінність як «двадцять доларів» замість «двох орлів».
З кінця 1980-х років в орли випускаються також як інвестиційні монети зі срібла та золота, а з 1997 року також з платини.

## Історія
Випуск золотої монети номіналом в 10 доларів був прописаний в монетному акті 1792 року. Однак перша монета була викарбувана лише кількома роками пізніше в 1795 році. Гравер Роберт Скотт використовував як модель для зображення Свободи на аверсі портрет Анни Віллінг Бінхам (англ. Ann Willing Bingham), що вважалася однією з найкрасивіших жінок США, роботи Гілберта Стюарта. При цьому, на відміну від срібних монет, на золотих Свобода була в модному на той момент в США жіночої капелюху, схожому на тюрбан. Звідси монета і отримала свою назву — «Свобода у тюрбані».
Згідно монетному акту 1792 року співвідношення ціни золота і срібла становило 1 до 15. Однак у зв'язку з подіями в Європі, ціна золота стосовно срібла зросла. Внаслідок цього більшість золотих монет даного типу було переплавлено зі спекулятивними цілями. У 1804 році президент США Томас Джефферсон розпорядився припинити карбування монет номіналом в 10 доларів. Знову їх карбування було відновлено лише більш ніж через 30 років у 1838 році.
Новий тип монети 10 доларів із зображенням Свободи карбувався у 1838–1907 роках. 3 березня 1865 був прийнятий закон, згідно з яким всі срібні монети номіналом більше 10 центів і золоті більше 3 доларів повинні були містити девіз «IN GOD WE TRUST». З 1866 року на реверсі монети над зображенням орла з'явилася стрічка з відповідним написом.
З 1907 року починають випускатися 10 доларів із зображенням індіанця. Новий дизайн монети був розроблений за особистим дорученням 26-го президента США Теодора Рузвельта скульптором Августом Сент-Годенсом. Перші карбовані монети відрізнялися високим рельєфом зображення і відсутністю девізу «IN GOD WE TRUST». Випуск «безбожних» монет був навмисним, так як Рузвельт вважав згадку слова «Бог» (англ. God) на монетах святотатством. Але приміщення девізу «IN GOD WE TRUST» на золотих монетах номіналом більше 3 доларів було визначено ще монетним актом 1864 року. Кілька членів конгресу наполягли на припиненні випуску «безбожних» монет.
Розробник дизайну монети Сент-Годенс помер в 1907 році. Іншим гравером Чарльзом Барб'є (англ. Charles E. Barber) були внесені ряд змін. Зображення на монеті стало менш рельєфним, на монеті з'явилися слова «IN GOD WE TRUST».
У 1933 році в зв'язку з економічною кризою США були змушені відмовитися від золотомонетного стандарту. Золоті монети підлягали виведенню з обороту і переплавці.
Різновид монети 1933 року "Подвійний орел Saint-Gaudens" був виготовлений тиражом 445,500 монет, але їх так і не вводили до обігу. Станом на 2024 рік було відомо про 13 таких монет. Монета є однією з найбільш рідкісних монет, єдиний публічно відомий ексземпляр належить Стюарту Вайцману, вона оцінюється в $7,5 млн, її початкова ціна складала $20.

## Джерело
- Нумізматичний сайт (англ.)
- Харьковскій календарь на 1877 годъ. Съ приложеніемъ карты Харьковской губерніи. Год пятый. — Изданіе Харьковскаго Гебернскаго Статистическаго Комитета. — Х. : Типографія Харьковскаго Губерскаго Правленія, 1877. — С. 282 - 430.(рос. дореф.)
- Зварич В.В. Нумизматический словарь. — Вища школа. — Львов : Издательство при ЛГУ, 1975. — С. 72 - 156с.(рос.)